# Мадагаскарска трипръстка
Мадагаскарската трипръстка (Turnix nigricollis) е вид птица от семейство Трипръсткови (Turnicidae).

## Разпространение
Видът е разпространен в Мадагаскар.